# Lista de deputados do Império do Brasil da 5.ª legislatura
Esta é a lista de deputados do Império do Brasil da 5.ª legislatura do Congresso Nacional. Inclui-se o nome civil dos parlamentares, o partido ao qual eram filiados na data da posse e a quantidade de votos que receberam para sua eleição, sua unidade federativa de origem, bem como outras informações. Esta legislatura da Câmara dos Deputados durou de 25 de abril de 1842 a 1º de maio de 1842, sendo dissolvida pelo Decreto Imperial de 1º de maio de 1842, nos termos da Constituição Imperial de 1824. Depois foi retomada em 1843, durando até dezembro de 1844. Nem todos os deputados haviam sido reconhecidos e empossados. 
Em razão das Revoltas liberais de 1842 e da instabilidade política provocada por denúncias de fraudes eleitorais, o Parlamento foi dissolvido em 1º de maio de 1842, sendo exigida nova composição para 1º de novembro de 1842. No dia 27 de julho de 1842, um novo decreto imperial adiou a posse dos novos deputados para 1º de janeiro de 1843, em razão das revoltas em São Paulo e Minas. Foi a legislatura mais curta da história brasileira.
Apenas 85 deputados tomaram posse em 1842. As sessões foram apenas para dar posse a deputados, discutir as fraudes em suas eleições e acatar o decreto imperial que dissolveu a Câmara dos Deputados. Depois das eleições, algumas Províncias alteraram 100% sua composição como no caso do Ceará, Maranhão e São Paulo, por exemplo.
Esta foi a segunda legislatura do Segundo Reinado do Brasil.

## Presidência da Câmara de Deputados na 5.ª Legislatura[2]
| Nº | Nome do deputado                    | Imagem | Período                                        | Província de origem |  | Partido             |
| 21 | Martim Francisco Ribeiro de Andrada |        | 25 de abril de 1842 - 12 de janeiro de 1843    | São Paulo           |  | Partido Conservador |
| 22 | Manuel Cavalcanti de Lacerda        |        | 12 de janeiro de 1843 - 31 de dezembro de 1844 | Pernambuco          |  | Partido Conservador |

## Lista de Parlamentares de 1842 por Províncias[1]
| Deputados da 5ª Legislatura | Informações disponíveis |
| Província das Alagôas (5) | Província das Alagôas (5) |
| --- | --- |
| Manoel Felizardo de Sousa e Mello | Militar (brigadeiro). Jornalista do Partido Conservador.                                                                                     |
| João Lins Vieira Cansansão de Sinimbu                                                                                                | Jurista com doutorado pela Universidade de Jena. Partido Liberal.                                                                            |
| José Tavares Bastos | Magistrado e jurista |
| Floriano Vieira da Costa Delgado Perdigão                                                                                            | |
| Francisco Elias Pereira | |
| Província da Bahia (13) | |
| Thomaz Xavier Garcia de Almeida | Magistrado |
| Francisco Ramiro de Assis Coelho | Deputado reeleito. Magistrado. |
| Joaquim Marcelino de Brito | Deputado reeleito. Magistrado. |
| Não tomou posse | |
| Não tomou posse | |
| Não tomou posse | |
| Não tomou posse | |
| Não tomou posse | |
| Não tomou posse | |
| Não tomou posse | |
| Não tomou posse | |
| Não tomou posse | |
| Não tomou posse | |
| Província do Ceará (8) | |
| Carlos Augusto Peixoto de Alencar | Deputado reeleito. Padre da Igreja Católica.                                                                                                 |
| Vicente Ferreira de Castro e Silva                                                                                                   | Foi deputado provincial entre 1829 e 1842. Era irmão do ex-deputado nacional Manuel do Nascimento Castro e Silva.                            |
| Francisco de Salles Torres Homem | Advogado, médico e jornalista |
| João Capistrano Bandeira de Mello | Deputado reeleito. Professor de Direito. |
| José Mariano de Albuquerque Cavalcanti                                                                                               | Deputado reeleito |
| Joaquim Ignacio da Costa Miranda | Deputado reeleito |
| Alexandre Maria de Mariz Sarmento | |
| Gustavo Adolpho de Aguilar Pantoja                                                                                                   | Magistrado e ex-ministro da Justiça. |
| Província do Espírito Santo (1) | |
| Manuel de Freitas Magalhães | Padre da Igreja Católica. Em razão de seu falecimento, foi substituído por João Lopes da Silva Coito, mesmo este tendo recebido um voto.     |
| Província do Goyaz (2) | |
| José de Assis Mascarenhas | Deputado reeleito. Magistrado. |
| Joaquim Vicente de Azevedo | Padre da Igreja Católica. |
| Província do Maranhão (4) | |
| Luiz Alves de Lima e Silva (futuro Duque de Caxias)                                                                                  | Militar |
| Não foi empossado | |
| Não foi empossado | |
| Não foi empossado | |
| Província de Mato Grosso (1) | |
| José Joaquim de Carvalho | Deputado reeleito e Militar |
| Província de Minas Gerais (19) | |
| Antonio Paulino Limpo de Abreu | Deputado reeleito desde a Primeira legislatura. Tornou-se Visconde de Abaeté e Senador do Império.                                           |
| Antonio da Costa Pinto | Deputado reeleito e Magistrado |
| Pedro de Alcantara Cerqueira Leite                                                                                                   | Deputado reeleito. Magistrado e Futuro Barão de São João Nepomuceno.                                                                         |
| José Pedro Dias de Carvalho | Deputado reeleito. Futuro Senador do Império.                                                                                                |
| Francisco de Paula Cerqueira Leite                                                                                                   | Deputado reeleito e Magistrado |
| José Joaquim Fernandes Torres | Deputado reeleito, jurista e professor de direito.                                                                                           |
| José Feliciano Pinto Coelho da Cunha                                                                                                 | Deputado reeleito. Futuro Barão de Cocais.                                                                                                   |
| João Dias de Quadros Aranha | Deputado reeleito e Padre da Igreja Católica                                                                                                 |
| Theophilo Benedicto Ottoni | Deputado reeleito. Futuro Senador do Império                                                                                                 |
| José Antônio Marinho | Padre da Igreja Católica |
| Domiciano Leite Ribeiro | Jurista |
| Manoel Gomes da Fonseca | Deputado reeleito desde a primeira legislatura. Jurista e futuro Senador da República.                                                       |
| Bernardino José de Queiroga | Jurista, bacharel. |
| Gabriel Getulio Monteiro de Mendonça                                                                                                 | Ex-presidente das Províncias da Paraíba e do Espírito Santo.                                                                                 |
| José Jorge da Silva | Jurista, bacharel. |
| Antônio José Ribeiro Bhering | Padre da Igreja Católica |
| Camillo Maria Ferreira Armonde | Médico. Futuro Conde de Prados. |
| Joaquim Antão Fernandes Leão | Jurista, bacharel. |
| José Cesário de Miranda Ribeiro | Deputado reeleito (assumiu como suplente na legislatura passada). Ex-Presidente da Câmara e Futuro Visconde de Uberaba e Senador do Império. |
| Província do Pará (3) | |
| Felippe Alberto Patroni Martins Maciel                                                                                               | |
| Não foi empossado | |
| Não foi empossado | |
| Província da Parahyba do Norte (4)                                                                                                   | |
| João Coelho Bastos | |
| Joaquim José de Oliveira | Deputado reeleito |
| Manoel Lobo de Miranda Rodrigues | |
| Nicolao Rodrigues dos Santos França Leite                                                                                            | |
| Província de Pernambuco (12) | |
| Urbano Sabino Pessoa de Mello | Deputado reeleito |
| Antonio Peregrino Maciel Monteiro | Deputado reeleito. Médico, futuro Barão de Itamaracá.                                                                                        |
| Joaquim Nunes Machado | Magistrado |
| Venancio Henriques de Rezende | Padre da Igreja Católica. Revolucionário de 1817. Constituinte de 1823 e ex-Presidente da Câmara em 1834. Deputado reeleito.                 |
| Antonio Joaquim de Mello | Religioso |
| Manoel Mendes da Cunha Azevedo | Deputado reeleito. Professor de direito. |
| Manoel Ignácio de Carvalho Mendonça                                                                                                  | Militar |
| Felix Peixoto de Brito e Mello | Magistrado |
| Não tomou posse | |
| Não tomou posse | |
| Não tomou posse | |
| Não tomou posse | |
| Província do Piauhy (2) | |
| José Joaquim de Lima e Silva | Deputado reeleito. Futuro Visconde de Magé.                                                                                                  |
| Francisco de Sousa Martins | Deputado reeleito. Jurista. |
| Província do Rio de Janeiro (10) | |
| Paulino José Soares de Souza | Deputado reeleito. Futuro Visconde do Uruguai e Senador do Império                                                                           |
| Joaquim José Rodrigues Torres | Deputado reeleito. Nomeado Senador em 1844, sendo substituído pelo jurista João Manuel Pereira da Silva. Futuro Visconde de Itaboraí.        |
| Eusebio de Queiroz Coutinho Matoso                                                                                                   | Deputado reeleito. Magistrado |
| Joaquim Francisco Vianna | Deputado reeleito. Jurista. Futuro Senador do Império                                                                                        |
| José Clemente Pereira | Magistrado. Nomeado Senador em dezembro de 1842, sendo depois substituído por José Antônio de Siqueira e Silva.                              |
| Visconde de Baependi | Deputado reeleito e futuro Senador |
| José Ignácio Vaz Vieira | Deputado reeleito e Magistrado |
| Francisco José de Sousa Soares de Andréa                                                                                             | Futuro Barão de Caçapava |
| Antônio Pereira Barreto Pedroso | Magistrado |
| Ignácio Manoel Alvares de Azevedo | Magistrado |
| Província do Rio Grande do Norte (1)                                                                                                 | |
| D. Manoel de Assis Mascarenhas | Magistrado e diplomata |
| Província de Santa Catarina (1) | |
| Não tomou posse | |
| Província de São Paulo (9) | |
| Francisco Antonio de Sousa Queiroz                                                                                                   | Coronel militar |
| Martim Francisco Ribeiro de Andrada                                                                                                  | Deputado reeleito. |
| Francisco Alvares Machado de Vasconcellos                                                                                            | Deputado reeleito e Médico |
| Antonio Carlos Ribeiro de Andrada Machado e Silva                                                                                    | Deputado reeleito e magistrado |
| Manoel Joaquim do Amaral Gurgel | Jurista, Padre da Igreja Católica e Professor de direito                                                                                     |
| Joaquim Floriano de Toledo | Deputado reeleito. Coronel. |
| Manoel Dias de Toledo | Deputado reeleito |
| João da Silva Carrão | Jurista e professor de direito |
| Não tomou posse | |
| Província de São Pedro do Rio Grande do Sul (0) (Segundo os Anais do Parlamento, a Província não elegeu deputados nesta legislatura) | |
| - | - |
| - | - |
| - | - |
| Província de Sergipe (2) | |
| Não tomou posse | |
| Não tomou posse | |

Fonte: Arquivo do Império brasileiro. Annaes do Parlamento Brasileiro. Rio de Janeiro: Typographia de H.J.Pinto, 1878. Disponível em: https://memoria.bn.br/DocReader/DocReader.aspx?bib=132489&pagfis=7299

## Lista de Parlamentares de 1843-1844 por Províncias[1]
Após a dissolução da Câmara dos Deputados em 1842, foram realizadas eleições e novos nomes foram escolhidos para a 5ª Legislatura.
| Deputados da 5ª Legislatura | Informações disponíveis |
| Província das Alagôas (5) | Província das Alagôas (5) |
| --- | --- |
| Manoel Felizardo de Sousa e Mello | Deputado reeleito. Militar (brigadeiro). Jornalista do Partido Conservador. Futuro Senador.                                                                                                 |
| João Lins Vieira Cansansão de Sinimbu                                                                                                | Deputado reeleito. Jurista com doutorado pela Universidade de Jena. Partido Liberal. Futuro Senador. Depois de 24 de julho de 1843 foi substituído por Joaquim Serapião de Carvalho.        |
| Inácio de Barros Vieira Cajueiro | Bacharel |
| Antonio Luiz Dantas de Barros Leite                                                                                                  | Magistrado e futuro Senador da República |
| José Candido de Pontes Visgueiro | Magistrado |
| Província da Bahia (13) | |
| Thomaz Xavier Garcia de Almeida | Deputado reeleito. Magistrado. |
| José Alves da Cruz Rios | Magistrado |
| D. Romualdo Antônio de Seixas | Arcebispo da Bahia. Não tomou posse e foi substituído pelo jurista Luiz Antônio Barbosa de Almeida.                                                                                         |
| Francisco Gonçalves Martins | Futuro Senador e Visconde de São Lourenço. |
| Manoel Joaquim Pinto Pacca | Coronel |
| Francisco Antônio Ribeiro | Jurista |
| Antônio Simões da Silva | Magistrado. Nomeado Senador em 1844. |
| João Maurício Wanderley | Futuro Barão de Cotegipe e Senador da República. |
| Francisco Ramiro de Assis Coelho | Deputado reeleito. Magistrado. |
| José Antônio de Magalhães Castro | Magistrado |
| Theodoro Praxedes Fróes | Jurista |
| Antônio Pereira Rebouças | Advogado. Foi substituído por alguns meses pelo Desembargador Ferreira França. |
| Angelo Muniz da Silva Ferraz | Futuro Barão de Uruguaiana e Senador da República. |
| Província do Ceará (8) | |
| Miguel Fernandes Vieira | Magistrado e futuro Senador da República |
| Manuel José de Albuquerque | |
| Francisco de Souza Martins | Jurista, magistrado ex-Presidente da Província da Bahia. |
| Antônio Pinto de Mendonça | Padre da Igreja Católica. Em 1844, foi substituído pelo Padre João Barbosa Cordeiro. |
| José Joaquim Coelho | Militar (brigadeiro). Futuro Barão de Vitória. Até 24 de abril de 1843 foi substituído pelo Bacharel José Pereira da Graça.                                                                 |
| José da Costa Barros | Padre da Igreja Católica. Foi substituído em 1844 pelo suplente Bacharel José Bernardo Galvão Alcoforado.                                                                                   |
| André Bastos de Oliveira | Magistrado. Foi substituído em 1844 pelo suplente Bacharel José Pereira da Graça. |
| Antônio José Machado | Magistrado e futuro Senador da República. |
| Província do Espírito Santo (1) | |
| Manoel de Freitas Magalhães | Padre da Igreja Católica. Faleceu durante o exercício do mandato em 1844, sendo convocado seu suplente João Lopes da Silva Coito, que recebeu apenas um voto nas eleições.                  |
| Província do Goyaz (2) | |
| José de Assis Mascarenhas | Deputado reeleito. Magistrado. |
| Antonio Ferreira dos Santos Azevedo                                                                                                  | |
| Província do Maranhão (4) | |
| Venâncio José Lisboa | Magistrado |
| Manoel Jansen Pereira | Bacharel. Foi substituído por alguns meses pelo Bacharel Candido Mendes de Almeida. |
| João Antônio de Miranda | Magistrado e futuro Senador da República |
| Joaquim Franco de Sá | Magistrado e futuro Senador da República |
| Província de Mato Grosso (1) | |
| José Joaquim de Carvalho | Militar |
| Província de Minas Gerais (19) | |
| Bernardo Jacintho da Veiga | Foi substituído por algumas semanas por Ferreira França |
| Francisco Diogo Pereira de Vasconcelos                                                                                               | Magistrado e futuro Senador. |
| José Cesário de Miranda Ribeiro | Futuro Visconde de Uberaba. Foi nomeado Senador em fevereiro de 1844, sendo substituído pelo Padre Antônio José da Silva.                                                                   |
| Herculano Ferreira Penna | Jornalista e professor |
| Gabriel Mendes dos Santos | Foi substituído em 1843 por Nicolao Antonio Nogueira Valle da Gama. |
| Luiz Antônio Barbosa | Magistrado. Em 1843, foi substituído pelo Padre Antônio José da Silva. |
| João Antunes Correia | Padre da Igreja Católica |
| José Lopes da Silva Vianna | Jurista |
| Manuel Júlio de Miranda | Padre da Igreja Católica. Substituído em 1843 pelo Desembargador Lourenço José Ribeiro. |
| Justiniano José da Rocha | Jurista |
| Francisco de Paula Cândido | Médico |
| Manuel Machado Nunes | Jurista e magistrado |
| Antônio José Monteiro de Barros | Bacharel e jurista |
| Jeronymo Maximo Nogueira Penido | Jurista, bacharel. Substituído em 1843 por José Joaquim de Lima e Silva Sobrinho. |
| José Ferreira Carneiro | Substituído por algumas semanas em 1843 por Ferreira França e em 1844 por Lourenço José Ribeiro.                                                                                            |
| Joaquim Gomes de Carvalho | Padre da Igreja Católica. Substituído por alguns meses por José Joaquim de Lima e Silva Sobrinho.                                                                                           |
| Luiz Carlos da Fonseca | Médico |
| Venâncio Henriques de Rezende | Padre da Igreja Católica |
| Cyrino Antonio de Lemos | Jurista, bacharel. |
| Província do Pará (3) | |
| Rodrigo de Souza da Silva Pontes | Magistrado. Foi substituído até 18 de setembro de 1843 pelo Bacharel Angelo Custódio Corrêa.                                                                                                |
| Bernardo de Souza Franco | Futuro Visconde de Souza Franco e Senador da República |
| Francisco Sergio de Oliveira | Militar (brigadeiro) |
| Província da Parahyba do Norte (5)                                                                                                   | |
| Pedro Rodrigues Fernandes Chaves | Futuro Barão de Quaraim e Senador da República. Foi substituído até 19 de fevereiro de 1843 pelo tenente-coronel José Maria Ildefonso Jacome da Veiga Pessoa.                               |
| Antônio José Henriques | Bacharel |
| Joaquim Manoel Carneiro da Cunha | Revolucionário de 1817 e constituinte de 1823. |
| Frederico de Almeida e Albuquerque                                                                                                   | Bacharel, jurista e futuro Senador da República. |
| Francisco de Assis Pereira Rocha | Magistrado |
| Província de Pernambuco (13) | |
| Francisco do Rego Barros | Barão e futuro Conde da Boa Vista. Futuro Senador. Até 11 de janeiro de 1843 foi substituído pelo Padre Venancio Henriques de Rezende. Depois foi substituído por Agostinho da Silva Neves. |
| Sebastião do Rego Barros | Militar |
| Pedro Francisco de Paula Cavalcanti                                                                                                  | Futuro Visconde de Camaragibe e Senador. Até 24 de abril de 1843 foi substituído por Joaquim Nunes Machado.                                                                                 |
| Antônio Peregrino Maciel Monteiro | Deputado reeleito e médico |
| Felipe Peixoto de Brito e Melo | Deputado reeleito e magistrado |
| José Thomaz Nabuco de Araújo | Magistrado e futuro Senador da República. |
| Álvaro Barbalho Uchôa Cavalcanti | Magistrado e futuro Senador da República. A partir de 24 de julho de 1843 foi substituído por Joaquim Serapião de Carvalho.                                                                 |
| Luiz Carvalho Paes de Andrade | Jurista e bacharel |
| Manuel Joaquim Carneiro da Cunha | Jurista e bacharel |
| João José Ferreira de Aguiar | Professor de direito |
| Manoel Ignacio Cavalcanti de Lacerda                                                                                                 | Futuro Barão de Pirapama |
| Urbano Sabino Pessoa de Mello | Deputado reeleito |
| Manoel Mendes da Cunha Azevedo | Deputado reeleito. Professor de direito. |
| Província do Piauhy (2) | |
| José Joaquim de Lima e Silva | Deputado reeleito. Futuro Visconde de Magé. |
| Joaquim Ignacio da Costa Miranda | |
| Província do Rio de Janeiro (10) | |
| Paulino José Soares de Souza | Deputado reeleito. Futuro Visconde do Uruguai e Senador do Império |
| Joaquim José Rodrigues Torres | Deputado reeleito. Nomeado Senador em 1844, sendo substituído pelo jurista João Manuel Pereira da Silva. Futuro Visconde de Itaboraí.                                                       |
| Eusebio de Queiroz Coutinho Matoso                                                                                                   | Deputado reeleito. Magistrado |
| Joaquim Francisco Vianna | Deputado reeleito. Jurista. Futuro Senador do Império |
| José Clemente Pereira | Magistrado. Nomeado Senador em dezembro de 1842, sendo depois substituído por José Antônio de Siqueira e Silva.                                                                             |
| Visconde de Baependi | Deputado reeleito e futuro Senador |
| José Ignácio Vaz Vieira | Deputado reeleito e Magistrado |
| Francisco José de Sousa Soares de Andréa                                                                                             | Futuro Barão de Caçapava |
| Antônio Pereira Barreto Pedroso | Magistrado |
| Ignácio Manoel Alvares de Azevedo | Magistrado |
| Província do Rio Grande do Norte (1)                                                                                                 | |
| D. Manoel de Assis Mascarenhas | Deputado reeleito. Magistrado e diplomata. |
| Província de Santa Catarina (1) | |
| Jeronymo Francisco Coelho | Militar (brigadeiro) |
| Província de São Paulo (9) | |
| Joaquim José Pacheco | Magistrado |
| Carlos Carneiro de Campos | Professor de direito e futuro senador. |
| Rodrigo Antonio Monteiro de Barros                                                                                                   | Magistrado. Em razão de seu falecimento, foi substituído em 1844 por Antonio Mariano de Azevedo Marques.                                                                                    |
| José Carlos Pereira de Almeida Torres                                                                                                | Futuro Visconde de Macaé. Nomeado Senador em julho de 1843, sendo substituído por João Evangelista de Negreiros Sayão Lobato.                                                               |
| Joaquim Octavio Nebias | Magistrado |
| José Manuel da Fonseca | Bacharel |
| Fernando Pacheco Jordão | Magistrado |
| Joaquim Firmino Pereira Jorge | Magistrado |
| José Alves dos Santos | Bacharel |
| Província de São Pedro do Rio Grande do Sul (0) (Segundo os Anais do Parlamento, a Província não elegeu deputados nesta legislatura) | |
| - | - |
| - | - |
| - | - |
| Província de Sergipe (2) | |
| Sebastião Gaspar de Almeida Bôto | Coronel. Por algumas semanas, foi substituído pelo suplente Monsenhor Antônio Fernandes da Silveira.                                                                                        |
| José de Barros Pimentel | Doutor. Por algumas semanas, foi substituído pelo suplente Monsenhor Antônio Fernandes da Silveira.                                                                                         |

Fonte: Arquivo do Império brasileiro. Annaes do Parlamento Brasileiro. Rio de Janeiro: Typographia de H.J.Pinto, 1878. Disponível em: https://memoria.bn.br/DocReader/DocReader.aspx?bib=132489&pagfis=7299